# 北海道農業研究センター

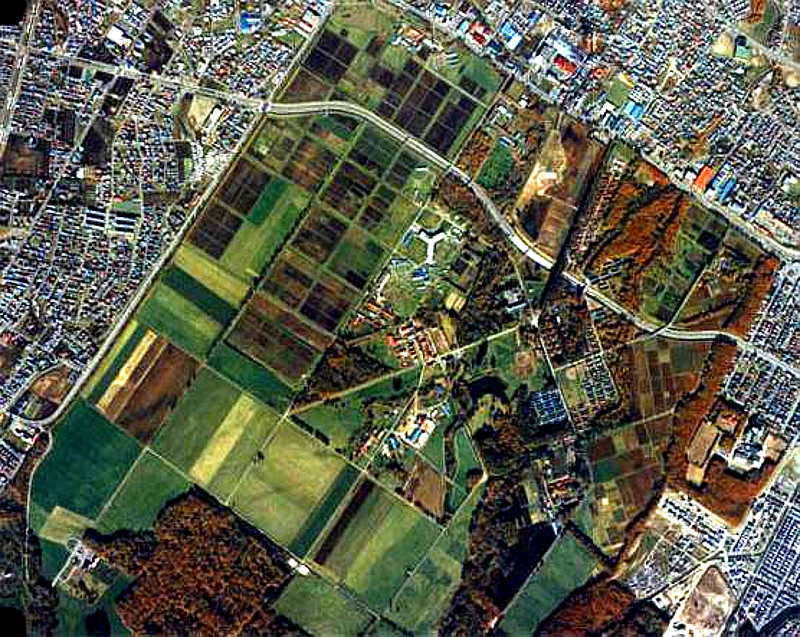
北海道農業研究センター（旧北海道農業試験場）の圃場（1985年）。

北海道農業研究センター（ほっかいどうのうぎょうけんきゅうセンター）は、農業・食品産業技術総合研究機構の研究所の一つである。

## 概要
北海道地域に対応する水田作、畑作、酪農等の大規模生産システムの確立や、冷夏や厳冬など低温環境に対する基礎研究を実施する。
- 所在：北海道札幌市豊平区羊ケ丘1番地
  - 現在は札幌ドームが立地。
- 所長：奈良部

## 沿革
- 1950年 — 旧北海道農業試験場を、国立の農林省北海道農業試験場と、北海道立農業試験場、北海道立種畜場、北海道立種羊場に分離する。北海道農業試験場に札幌農事改良実験所を併合する。本場は旧来の札幌郡琴似町（現：札幌市西区琴似）におき、畜産部を札幌郡豊平町（現：札幌市豊平区）羊ケ丘（旧月寒種畜牧場跡地）におく。隔地研究室を千歳郡恵庭村（現：恵庭市）島松（ばれいしょ）、紋別郡遠軽町（はっか、除虫菊）、美唄市（泥炭地）、紋別郡紋別町（現：紋別市・重粘地）、勇払郡安平村（現：安平町）早来（火山灰地）、虻田郡喜茂別村（傾斜地）におく。
- 1953年 — 火山灰地研究室を早来より河西郡大正村（現：帯広市大正町・旧北海道農業試験場幸震甜菜試験地）へ移す。
- 1959年 — 河西郡芽室町に畑作部を設置し、火山灰地研究室を大正村（現：帯広市大正町）より当地へ移す。
- 1960年 — 甜菜に関する試験研究を特殊法人てん菜研究所に移管する。
- 1964年 — 本場に草地開発部を設置する。
- 1965年 — 傾斜地研究室（喜茂別）を廃止する。
- 1966年 — 羊ケ丘に北海道農業試験場本場が移転する。本場跡地の一部はその後農試公園となる。
- 1973年 — 特殊法人てん菜研究所が廃止され、本場にてん菜部を設置する。
- 1997年 — 麦育種、てんさい育種（以上札幌）、ばれいしょ育種（島松）および遺伝資源利用（遠軽）の各研究室を芽室町の畑作研究センター（旧畑作部）に移す。
- 2001年 — 行政改革により、独立行政法人 農業技術研究機構 北海道農業研究センターに改組する。
- 2003年 — 独立行政法人 農業・生物特定産業技術研究機構 北海道農業研究センターとなる。
- 2006年 — 独立行政法人 農業・食品産業技術総合研究機構 北海道農業研究センターとなる。
- 2010年 — 紋別試験地を廃止する。